# Carl-Petersen-Straße

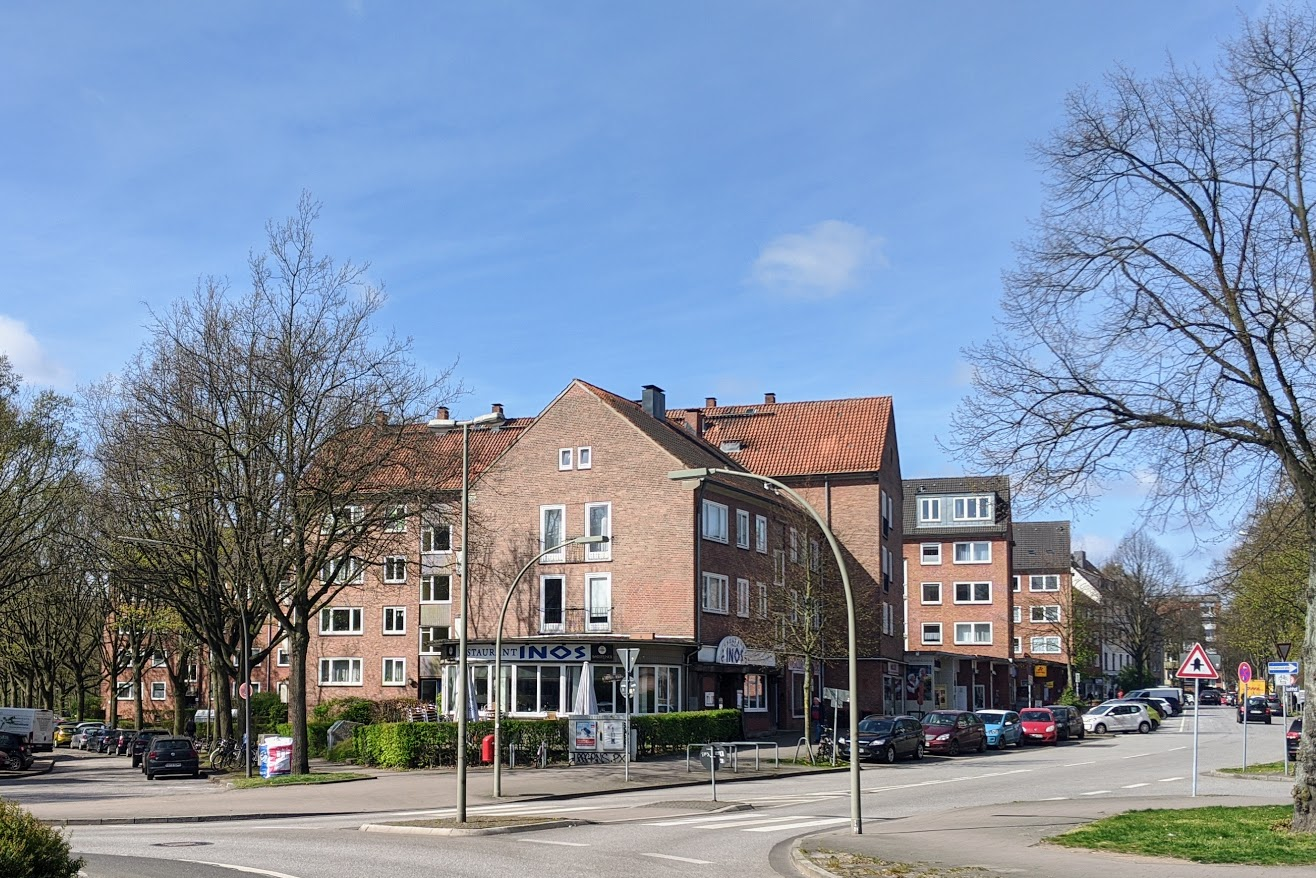
Carl-Petersen-Straße, Ansicht vom Hammer Steindamm mit typischer Nachkriegsbebauung, links abgehend die zur Sackgasse zurückgebaute Hirtenstraße.

Die Carl-Petersen-Straße ist eine rund einen Kilometer lange Innerortsstraße im Hamburger Stadtteil Hamm. Sie ist seit 1948 nach dem früheren Hamburger Bürgermeister Carl Wilhelm Petersen benannt, zuvor hieß sie Mittelstraße, auf ihrem westlichen Teilstück vor 1900 auch Hinter der Landwehr. Vor dem Zweiten Weltkrieg war sie eine dichtbebaute und belebte Haupteinkaufsstraße des Stadtteils, der damals rund 90.000 Einwohner zählte. 

## Verlauf und Bebauung

Mittelstraße mit Straßenbahn der Linie 17 um 1900

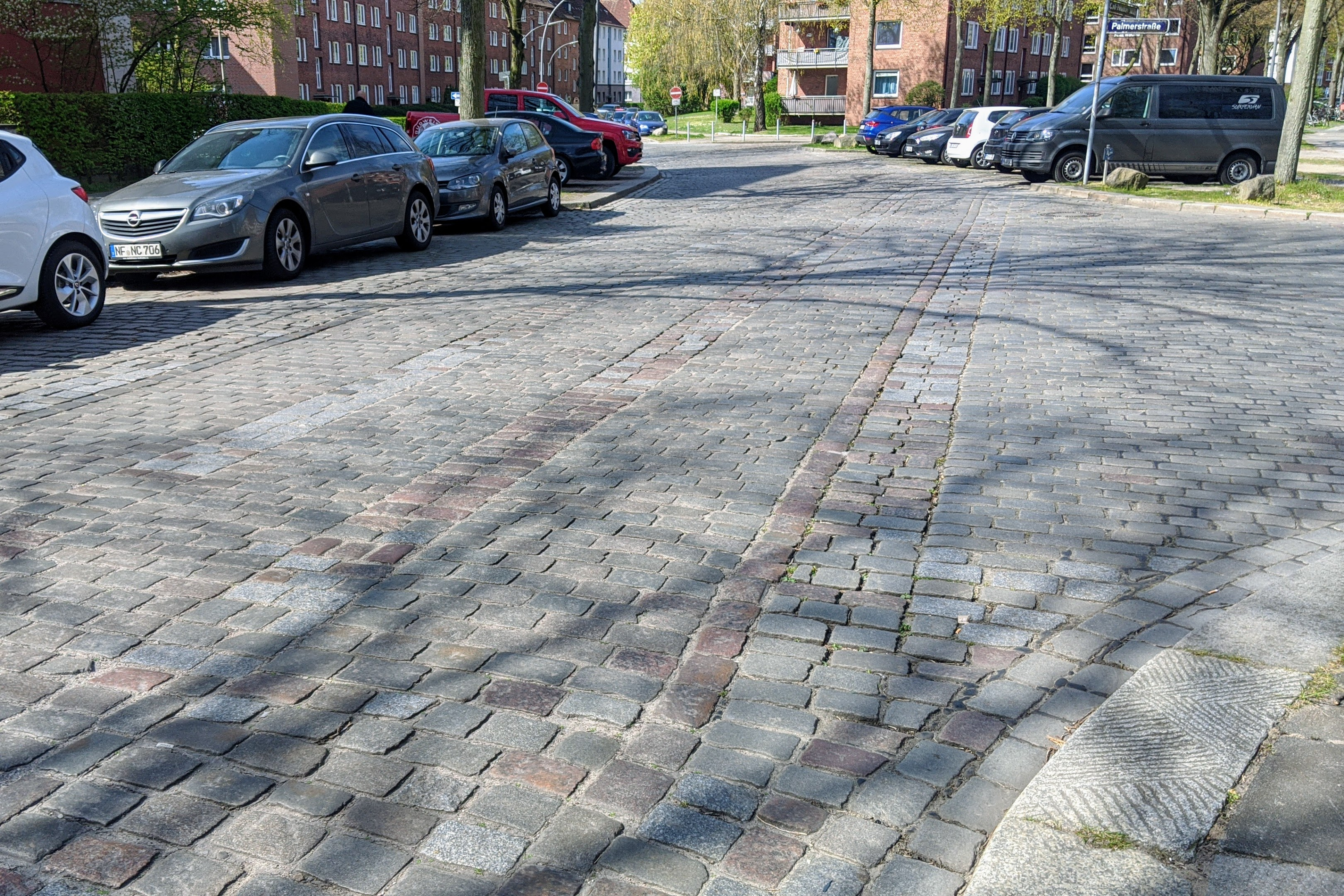
Spuren früherer Straßenbahngleise im Straßenpflaster des westlichen Abschnitts

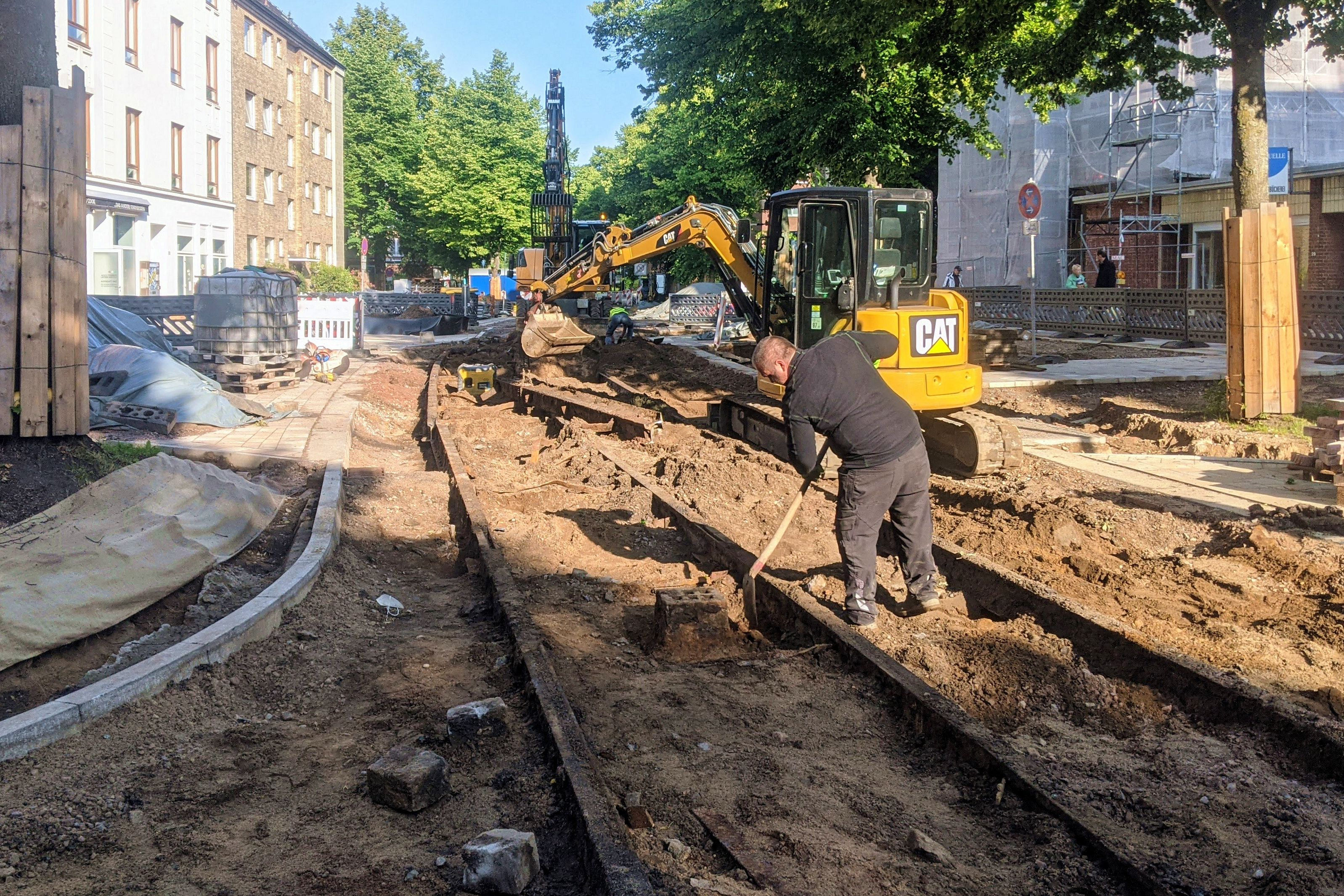
Abbau alter Straßenbahnschienen im östlichen Abschnitt (Juni 2025)

Die Straße begann ursprünglich an der Kreuzung Bürgerweide/Burgstraße/Landwehr (Lage), wurde aber im Zuge des Wiederaufbaus nach dem Zweiten Weltkrieg von der Kreuzung abgeschnitten und zu einer Sackgasse zurückgebaut. Sie verläuft in ostsüdöstlicher Richtung und kreuzt dabei von West nach Ost folgende Nebenstraßen: Jordanstraße, Bethesdastraße, Schwarze Straße, Palmerstraße (früher Ritterstraße), Sievekingdamm, Ohlendorffstraße, Stoeckhardtstraße, Dorfgang, Auf den Blöcken und Lohhof, bevor sie im Osten am Hammer Steindamm in einen Kreisverkehr mündet (Lage). Die östliche Fortsetzung trägt den Namen Bei der Hammer Kirche.
Die Straße ist überwiegend mit viergeschossigen Wohnblocks aus der Zeit des Wiederaufbaus nach dem Zweiten Weltkrieg bebaut, zum Teil in Zeilenbauweise mit quer zur Straße stehenden Häuserblöcken und flachen Ladenzeilen dazwischen. Der Abschnitt westlich des Sievekingdamms weist noch historisches Straßenpflaster auf, der östliche Teil ist asphaltiert.

## Geschichte
Die Straße ist spätestens seit dem 17. Jahrhundert auf Karten nachweisbar. Ihr Verlauf parallel zum Geesthang machte sie zu einer der Hauptstraßen des früheren Dorfes Hamm; hier lagen die alten Hofstellen der Hufner, die ab ca. 1700 nach und nach durch wohlhabende Hamburger Bürger aufgekauft und mit Landhäusern bebaut wurden. Im 19. Jahrhundert lag hier auch die bekannte Baumschule von Johann Heinrich Ohlendorff, nach dem die benachbarte Ohlendorffstraße benannt ist. Im Zuge der zunehmenden Verstädterung des 1874 zum „Vorort“ erhobenen und 1894 eingemeindeten Hamm entwickelte sich die damalige Mittelstraße zur Haupteinkaufsstraße des Stadtteils. Vor dem Zweiten Weltkrieg gab es hier auch mindestens drei Kinos (Hammer Lichtspiele, Germania-Palast, Korso), nach 1945 immerhin noch zwei (Forum und Roxy).
Bei den alliierten Luftangriffen auf Hamburg im Sommer 1943 wurde die Straße wie der gesamte Stadtteil nahezu vollständig zerstört; nur vereinzelt sind Gebäude aus der Vorkriegszeit wie das ehemalige Fernsprechamt erhalten. Der Wiederaufbau erfolgte ab Mitte der 1950er Jahre in aufgelockerter Zeilenbauweise mit meist quer zur Straße angeordneten Häuserblocks und eingeschossigen Ladenzeilen dazwischen. Seit 2021 besteht ein Business Improvement District zur Revitalisierung und Aufwertung des östlichen Straßenabschnitts als Einkaufsquartier.

## Öffentlicher Nahverkehr
Ab 1875 fuhr durch die Mittelstraße eine Pferdebahn vom Hammer Park (bzw. Hammer Markt) bis zum Hamburger Rathausmarkt, ab 1900 als Straßenbahn-Linie 17 über Rathausmarkt bis zum Eppendorfer Baum. Mit dem Anwachsen des Stadtteils in den 1920er Jahren kamen zunächst weitere Verstärkerlinien hinzu (10, 11, 20, 24, 25, 40), ehe der Verkehr auf dieser Strecke in den 1930er Jahren schrittweise ausgedünnt und am 7. Oktober 1941 schließlich ganz eingestellt wurde. Erst seit Ende 2020 wird die Straße auf ihrem östlichen Abschnitt zwischen Sievekingdamm und Hammer Steindamm wieder von der HVV-Stadtbuslinie 530 befahren.